# Brussieu
Brussieu is een gemeente in het Franse departement Rhône (regio Auvergne-Rhône-Alpes). De plaats maakt deel uit van het arrondissement Lyon. Brussieu telde op 1 januari 2022 1.378 inwoners.

## Geografie
De oppervlakte van Brussieu bedroeg op 1 januari 2022 6,74 vierkante kilometer; de bevolkingsdichtheid was toen 204,5 inwoners per km².

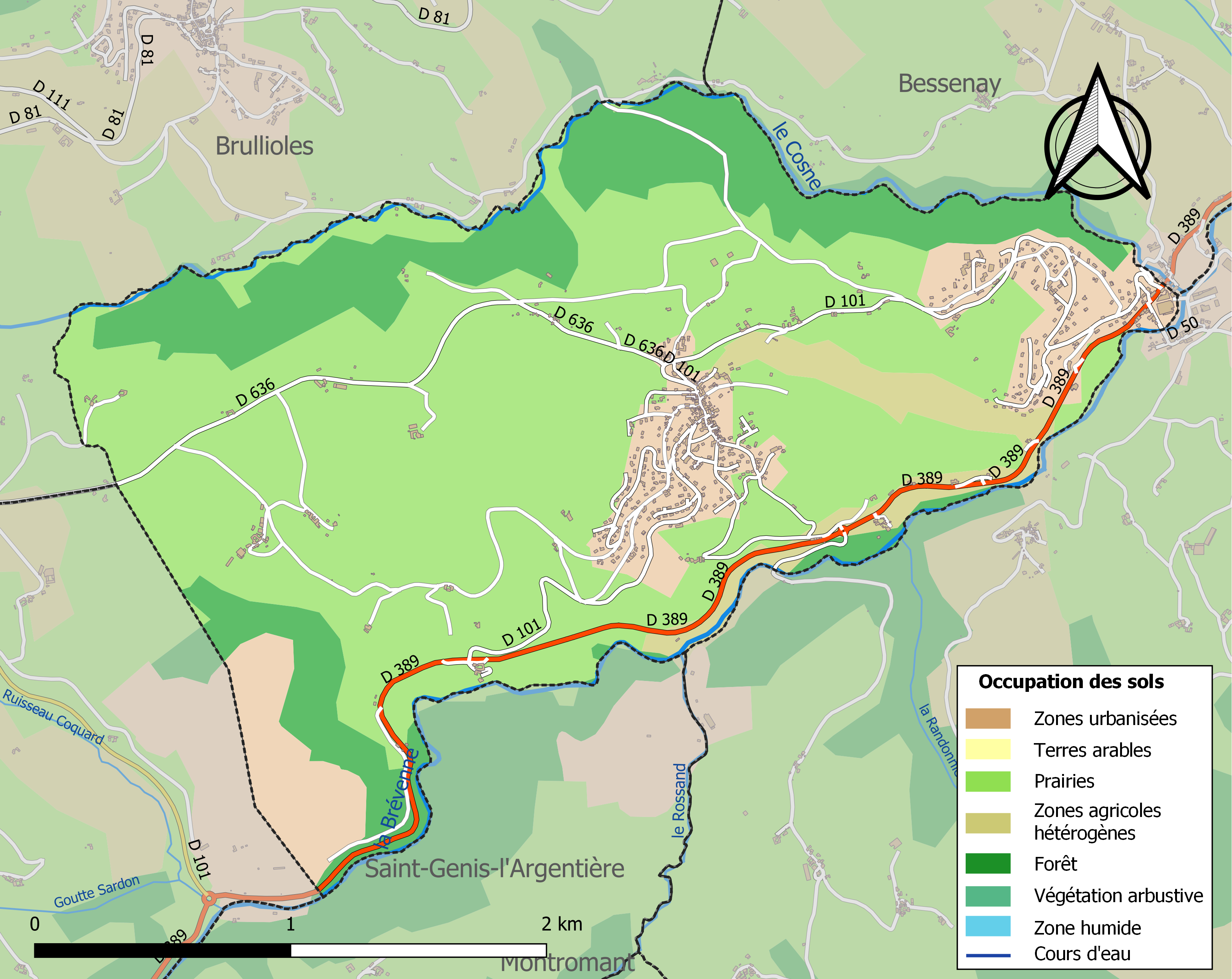
Kaart van de gemeente met de belangrijkste infrastructuur, bodemgebruik en omliggende gemeenten

## Demografie
Onderstaande figuur toont het verloop van het inwonertal (bron: INSEE-tellingen).